# Красное знамя (газета, Республика Коми)
«Красное знамя» — старейшая газета Республики Коми.

## История
Одним из первых идею об издании в Коми крае собственной еженедельной газеты на коми языке выдвинул в 1909 году Каллистрат Жаков.
В 1917 году попытку выпускать собственную газету предприняло усть-сысольское «Общество обновления местной жизни крестьянского и трудового населения Усть-Сысольского уезда». Газета выходила на русском языке и освещала исключительно деятельность этого общества. Всего вышло три номера.
Газета «Красное знамя» ведёт своё начало от первой регулярной газеты, начавшей издаваться на территории современной Коми, — «Зырянская жизнь» (выходила с 10 июня 1918 в Усть-Сысольске Вологодской губернии). Газета являлась печатным органом Усть-Сысольского исполкома. 10 июня впоследствии было объявлено Днём коми печати.
Первый номер газеты от 10 июня 1918 вышел тиражом 400 экземпляров.
Редакция газеты размещалась в Усть-Сысольске по адресу: «дом бывшего купца Комлина, против Исполнительного комитета». Выходила газета на русском языке два раза в неделю, а печаталась в частной типографии «З. Д. Следников и К°». Цена первых номеров была 25 копеек.
После создания 16 июля 1918 первой коммунистической ячейки в Усть-Сысольске, газета становится печатным органом Усть-Сысольского уездного комитета РКП(б) и уездного исполкома совета рабочих, крестьянских и солдатских депутатов.
В апреле 1919 года газета получила новое название — «В Зырянском краю», и стала объединённым печатным органом отделения штаба Пинего-Печорского края и уездного комитета партии.
С июля 1919 года по декабрь 1920 года газета выходила под старым названием — «Зырянская жизнь». С 1 января 1921 издавалась газета «Удж» (с коми-зыр. — «Труд»). С 9 июня 1921, в связи с образованием Автономной области Коми (зырян), вместо этой газеты начала издаваться газета «Югыд туй» (с коми-зыр. — «Светлый путь»). С октября 1928 года газета выходила на коми языке. Газета «Югыд туй» стала печатным органом Коми обкома РКП(б) и облревкома (впоследствии облисполкома). Издание газеты продолжалось до 30 июня 1930. С июля 1930 года вместо газеты «Югыд туй» стали выходить две отдельные газеты — «Вöрлэдзысь» (с коми-зыр. — «Лесной рабочий»), которая печаталась на коми языке, и «За новый Север», печатавшейся по русском языке. В 1932 году «Вöрлэдзысь» слита с газетой «Коми колхозник».
18 марта 1955, путём объединения республиканских газет, начала выходить газета «Красное знамя» (на коми-зыр. — «Гöрд знамя») на русском и коми языках с одинаковым текстом.
В 1956 году возобновлён выпуск газеты «Вöрлэдзысь» на коми языке, а газета «Красное знамя» стала выходить только на русском языке. В 1959 году газета «Коми колхозник» была переименована в «Югыд туй», а в 1991 году — в «Коми му». До 1991 года газета «Красное знамя» являлась официальным органом Коми обкома КПСС, Верховного Совета и Совета Министров Коми АССР.
С 1994 года — частная газета, издававшаяся одноимённым закрытым акционерным обществом. В феврале 2009 года начал работу сайт www.komikz.ru, публиковавший как материалы газеты «Красное знамя», так и эксклюзивные материалы. 16 октября 2014 вышел последний (25941 по счёту) печатный номер газеты.
С 2014 года газета перестала печататься. Сайт, теперь под общим названием «Информационный портал „Красное знамя“», продолжил свою работу как независимое СМИ Республики Коми. 10 июня 2018 вышел специальный номер газеты, посвящённый её 100-летнему юбилею.

## Список редакторов
Лето 1918 года — Дмитрий Попов, студент-юрист Пермского университета, выходец из семьи священнослужителей, член усть-сысольской организацию левых эсеров. Снят с должности 22 июля 1918 уездным исполкомом за отказ от публикации инструкции о продотрядах.
Осень 1918 года — врач Дмитрий Розанов (к работе в журналистике привлекали наиболее образованных).
Зима 1918—1919 годов — Дмитрий Попов (тезка первого главреда).
Весна 1919 года — Федор Чумбаров-Лучинский, уроженец Архангельской губернии. При нём газета какое-то время носила название «В Зырянском краю».
1919 год — Виктор Савин, один из основателей коми национального театра.
В 1991—2006 годах — Авенир Егорович Низовцев, восемь лет был заместителем редактора.
В 2007—2014 годах — Евгений Александрович Горчаков.
С 2014 года — Валерий Валентинович Черницын, главный редактор информационного портала «Красное знамя».

## Награды
16 июля 1953 — «Красное знамя» награждена Почётной грамотой Президиума Верховного Совета РСФСР.
14 июня 1968 — награждена орденом «Знак Почёта».
В 1984 году — Диплом первой степени ВДНХ СССР.
В 1985 году — Почётный диплом журнала «Журналист».
В 1986 году — первая премия.
В 1987 году — Почётный диплом журнала «Журналист» и специальный приз газеты «Социалистическая индустрия».
В 1988 году — Почётная премия Союза журналистов СССР и право показа в павильоне «Советская печать» на ВДНХ СССР.
В 1995 году — Лауреат конкурса «Лучшая региональная газета России 1993—94 гг.».
В 1996 году — Диплом победителя конкурса газет Северо-Запада России с присуждением гранта Фонда «Евразия».
В 2008 году — Диплом профессионального конкурса «СеЗам-2008» «За активное участие в деятельности Ассоциации средств массовой информации и в связи с 90-летием газеты».